# Théodore Papeians de Morchoven
 (août 2022).
La mise en forme du texte ne suit pas les recommandations de Wikipédia : il faut le « wikifier ».
Les points d'amélioration suivants sont les cas les plus fréquents :
- Les titres sont pré-formatés par le logiciel. Ils ne sont ni en capitales, ni en gras.
- Le texte ne doit pas être écrit en capitales (les noms de famille non plus), ni en gras, ni en italique, ni en « petit »…
- Le gras n'est utilisé que pour surligner le titre de l'article dans l'introduction, une seule fois.
- L'italique est rarement utilisé : mots en langue étrangère, titres d'œuvres, noms de bateaux, etc.
- Les citations ne sont pas en italique mais en corps de texte normal. Elles sont entourées par des guillemets français : « et ».
- Les listes à puces sont à éviter, des paragraphes rédigés étant largement préférés. Les tableaux sont à réserver à la présentation de données structurées (résultats, etc.).
- Les appels de note de bas de page (petits chiffres en exposant, introduits par l'outil «  Source ») sont à placer entre la fin de phrase et le point final[comme ça].
- Les liens internes (vers d'autres articles de Wikipédia) sont à choisir avec parcimonie. Créez des liens vers des articles approfondissant le sujet. Les termes génériques sans rapport avec le sujet sont à éviter, ainsi que les répétitions de liens vers un même terme.
- Les liens externes sont à placer uniquement dans une section « Liens externes », à la fin de l'article. Ces liens sont à choisir avec parcimonie suivant les règles définies. Si un lien sert de source à l'article, son insertion dans le texte est à faire par les notes de bas de page.
- La présentation des références doit suivre les conventions bibliographiques. Il est recommandé d'utiliser les modèles {{Ouvrage}}, {{Chapitre}}, {{Article}}, {{Lien web}} et/ou {{Bibliographie}}. Le mode d'édition visuel peut mettre en forme automatiquement les références.
- Insérer une infobox (cadre d'informations à droite) n'est pas obligatoire pour parachever la mise en page.

Pour une aide détaillée, merci de consulter Aide:Wikification.
Si vous pensez que ces points ont été résolus, vous pouvez retirer ce bandeau et améliorer la mise en forme d'un autre article.
Le chevalier Théodore François Marie Philippe Papeians de Morchoven dit van der Strepen, né à Gand le 13 mars 1792, y décédé le 11 février 1846, est un aristocrate, militaire et botaniste belge. Il fut président de la Société royale d'agriculture et de botanique de Gand, commissaire et curateur de l'École industrielle de Gand.

## Origine
Le Chevalier Papeians est un descendant de la famille Papeians de Morchoven. Il a un frère jumeau nommé Édouard, officier de cavalerie au sein de la Grande Armée et mort à Schönbrunn en 1813. 

## Campagnes napoléoniennes
Il fut élève à l'école impériale militaire de Saint-Germain pour ensuite intégrer la Grande Armée. Il fut d'abord sous-lieutenant au 12e régiment des chasseurs à cheval, avant d'être élevé au grade de lieutenant en 1813, et de capitaine d'escadron en 1814.
Il prit part, durant sa carrière militaire, aux mémorables campagnes de Russie, de Saxe et de France. Son engagement lors de la bataille de Leipzig lui valut la haute estime et les honneurs de la part du Général de Gigny, pour sa bravoure et sa conduite exemplaire. 
Il quitta le service militaire après la Restauration. 

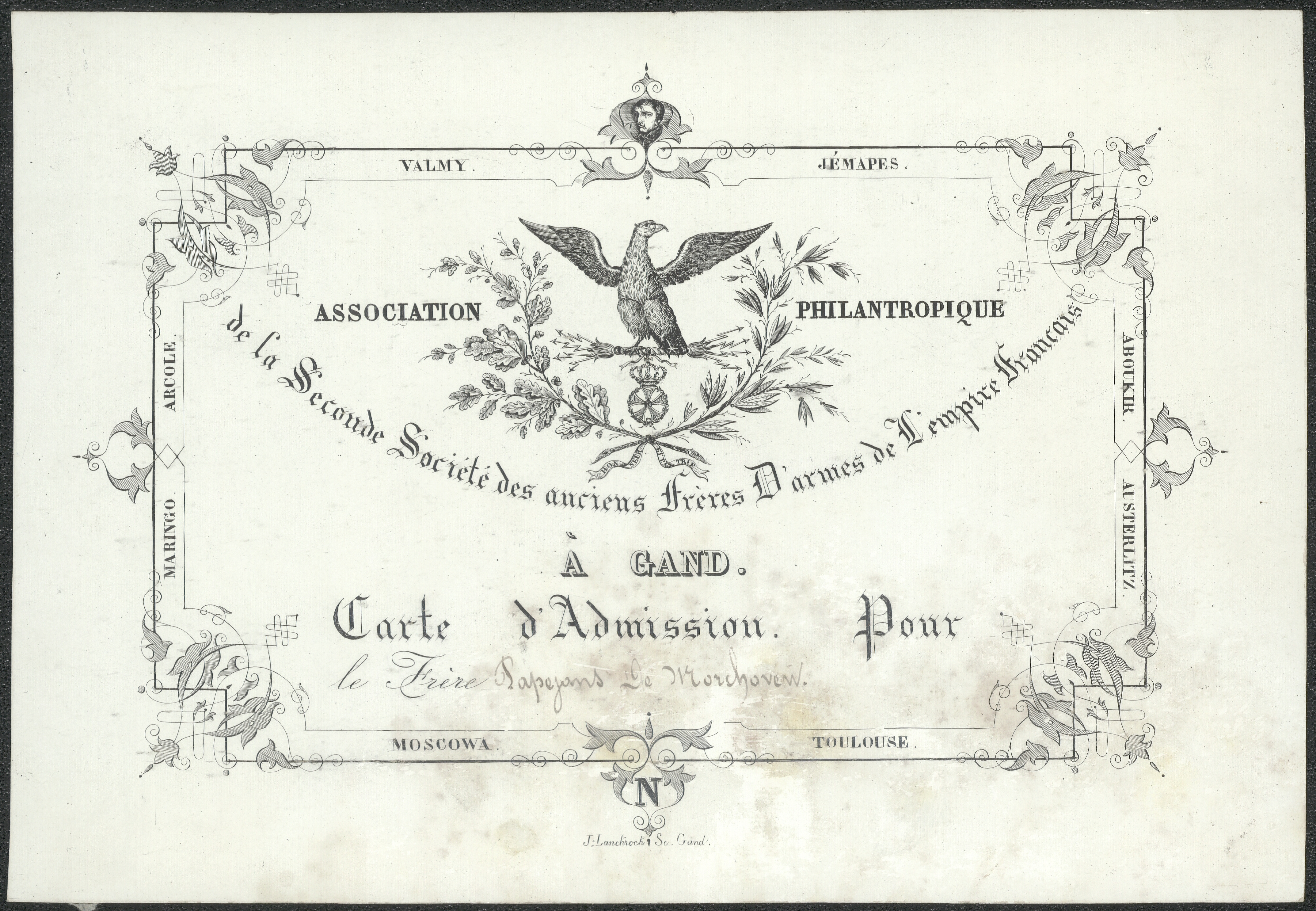
Carte d'admission du Chevalier Papeians à la Société des anciens frères d'armes de l'Empire français à Gand.

## Contributions scientifiques

### Après la guerre
Lorsque la paix de Paris le renvoie dans sa ville natale, il dévoua son temps et ses ressources à l'étude des sciences, des arts et des lettres. C'est à Paris qu'il prépare les fondements de son étude, en fréquentant successivement le Jardin des Plantes, la Sorbonne et, enfin, le Collège de France.
Il part ensuite s'établir à Genève ou il est reçu comme élève par le botaniste suisse Augustin Pyramus de Candolle, qui achève alors le travail de René Desfontaines. Pyramus de Candolle témoigne de ce que le travail du Chevalier Papeians atteste sa libido sciendi. Cet enseignement fut déterminant en ce qu'il fixa définitivement son obsession et ses observations sur les objets et merveilles de la nature.

### Horticulture
Il intègre la Société royale d'agriculture et de botanique de Gand, dont il devint président le 20 juin 1842. 

#### Cattleya Papeiansiana
C'est durant cette période que fut nommée, en son honneur, la Cattleya de Papeians ou Cattleya Papeiansiana, parfois également appelée Cattleya Harrisoniana. Ce type d'orchidée fut identifiée par le naturaliste belge Charles Morren, qui la lui attribua. 

Ce dernier, dans ses Annales de la Société royale d'agriculture et de botanique de Gand : journal d'horticulture et des sciences accessoires, en rapporte les caractéristiques suivantes:
Cattleya de Papeians - Fleurs solitaires ou au nombre de deux, longuement pédonculées, droites; sépales oblongs lancéolés, les inférieurs arcués; pétales plus larges, oblongs lancéolés, un peu obtus, ondulés; labellum trilobé, lobes ondulés, denticulés, celui du milieu cordé, ondulé-crispé,à six stries sur l'axe, émarginé; pseudo-bulbes nuls, tige roide, feuilles au nombre de deux, larges lancéolées, obtuses, émarginées, charnues; spathe scarieux.

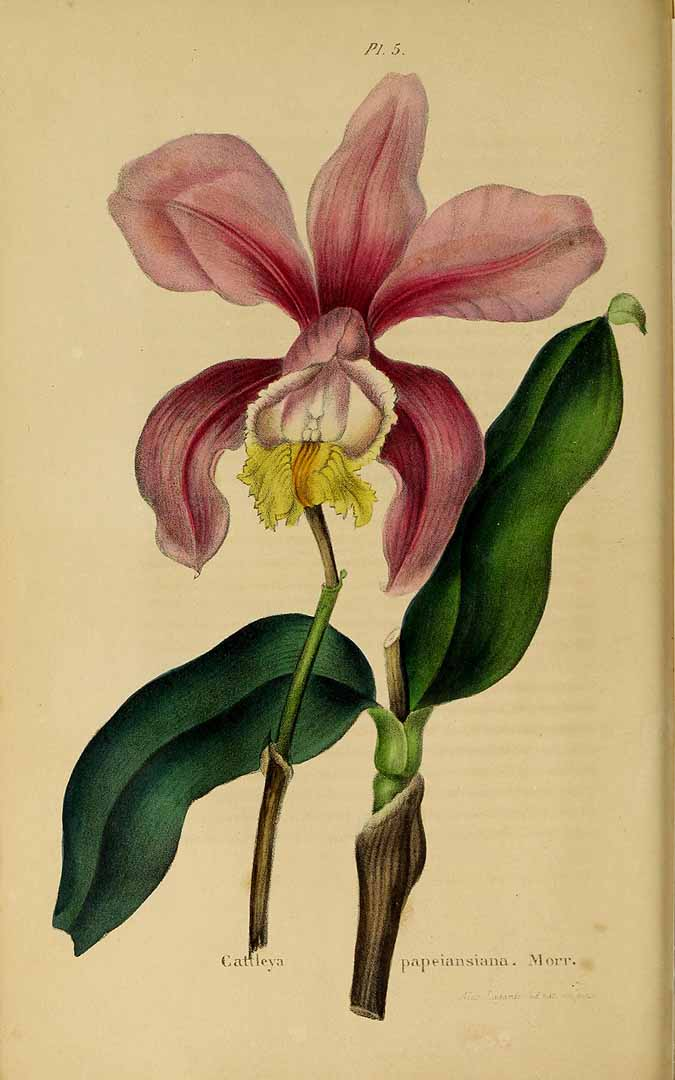
Cattleya Papeiansiana. Annales de la Société royale d'agriculture et de botanique de Gand: journal d'horticulture et des sciences accessoires, 1845.

### Vie scientifique et industrielle belge
Il prit naturellement part aux importants développements scientifiques de son époque, et fréquenta nombre de ses illustres pairs comme le mathématicien belge Adolphe Quetelet, avec qui il fut souscripteur d'une Études sur André Vésale rédigée par le chirurgien et professeur de médecine de l'Université de Gand Adolphe Burggraeve.
À sa mort, le naturaliste Charles Morren lui rendit hommage en reconnaissance de ses contributions, et lui dédie un élogieux obituaire dans ses Annales de la Société royale d'agriculture et de Botanique de Gand.
Charles Morren le tenait en haute estime, pour son érudition et son mécénat, et ce d'autant plus qu'il le recommanda auprès du Gouverneur de Flandre orientale, le Vicomte Charles Vilain XIIII. Ce dernier était mandaté par le Ministre de l'intérieur, le Comte de Theux de Meylandt, pour trouver des candidats aux chaires de botanique de deux universités d'états. Le Chevalier Papeians avait en effet observé la double citation que Pyramus de Candolle, alors compté parmi les botanistes les plus renommés, avait fait de son manuscrit sur le tissu cellulaire des plantes. Par voie de conséquence, et par intercession du Chevalier, Charles Morren fut nommé professeur extraordinaire à l'Université de Liège chargé de l'enseignement de la botanique, le 5 décembre 1835.

## Honneurs
Officier de la Légion d'honneur